# Altes Rathaus (Rehna)

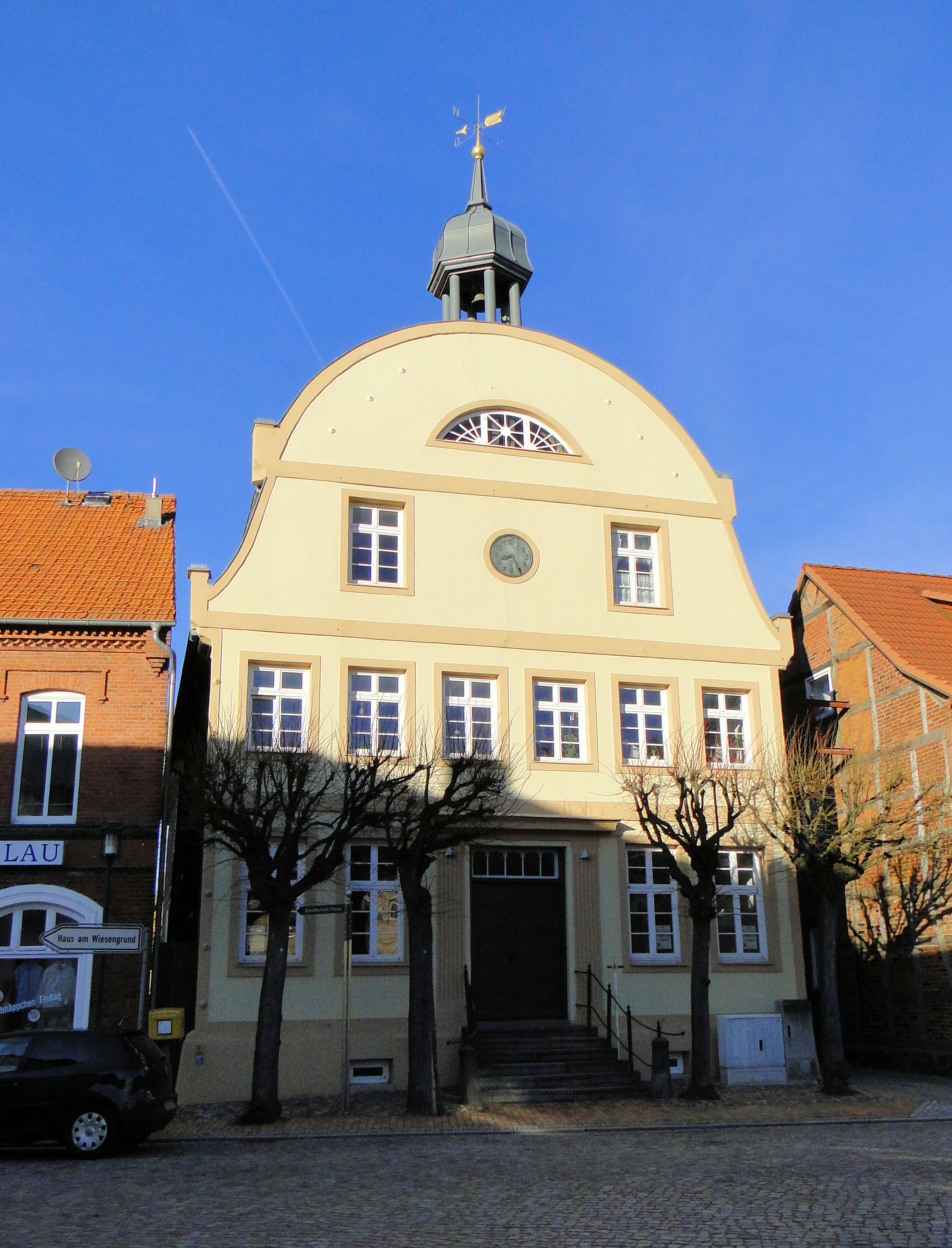
Altes Rathaus in Rehna

Das Alte Rathaus in Rehna im Landkreis Nordwestmecklenburg ist ein denkmalgeschütztes Fachwerkgebäude mit vorgeblendeter Putzfassade. Es befindet sich nahe dem Marktplatz in der Mühlenstraße 1 und wurde bis 1998 als Rathaus und Sitz der Verwaltung des Amtes Rehna genutzt.

## Baubeschreibung
Das Gebäude ist ein zweistöckiges, giebelständiges Fachwerkhaus mit Feldsteinsockel und Mansarddach. Auf letzterem befindet sich ein Laternentürmchen.
Das Fachwerk ist mit Backsteinen ausgemauert. Die vorgeblendete, verputzte und dreigeschossige Fassade besitzt im Erdgeschoss fünf Achsen. Zu der mittigen Tür, die durch Pilaster (Wandpfeiler) und einen Architrav (Horizontalbalken) eingerahmt ist, führt eine sechsstufige Treppe mit schmiedeeisernen Geländern. Im ersten Stock befinden sich sechs Fensterachsen. Darüber beginnt der zweizonige geschweifte Segmentgiebel mit zwei Fenstern und mittiger Uhr in der unteren Zone und einem liegenden Segmentfenster in der oberen Zone.
Der achteckige, offene Laternenturm mit Glocke ist mit einer barockisierenden Schweifhaube, auf der sich eine Windrose befindet, bedeckt.

## Geschichte
Ursprünglich war das im 18. Jahrhundert errichtete Gebäude (Dehio schätzt die Bauzeit auf Ende des 17. Jahrhunderts) ein Kornspeicher, der sich bis 1791 im Besitz der Familie Hoyer befand. Als der Stadt das bisher als Rathaus genutzte Zeiss’sche Haus zu klein wurde, kaufte sie das Gebäude für 3500 Reichstaler. Der bis 1810 andauernde Umbau schlug noch einmal mit 3272 Reichstalern zu Buche. Das Gebäude enthielt Räume für den Magistrat, Wohnungen für den Bürgermeister und die Ratsherren und später auf dem Dachboden auch Gefängniszellen.
Nach einem Großbrand im Jahr 1831 wurden 1833 der Dachturm und eine Uhr ergänzt. Die Fassade wurde etwa 1900 verputzt, die Diensträume 1903 vergrößert und ein feuersicherer Aktenraum geschaffen. 1998 zog die Stadt- und Amtsverwaltung aus dem Rathaus in das Lange Haus der Rehnaer Klosteranlage. Nach der umfassenden Sanierung des Alten Rathauses im Jahr 2003 befinden sich nun ein Bildungsträger und Wohnungen im Gebäude.
Koordinaten: 53° 46′ 53,9″ N, 11° 2′ 57,2″ O